# 曾綺年
曾綺年校長（Ms Enian Tsang），香港人，祖籍福建，2000年至2014年任香港培道中學校長及香港中文中學聯會秘書，資深英語教師。她一直支持母語教學，並致力消除中文中學學生與英文中學學生的英語水平差距。曾校長是基督徒，是浸信會的會友。

## 簡歷
曾綺年早年在香港大學文學系修讀英文，其後於滙豐銀行任職翻譯。之後她轉到教育界發展，成為中學的英語教師。1983年開始在北角協同中學任教，期間曾前往蘇格蘭進修一年，離職前曾任英文科主任。2000年原培道中學校長蘇恩立息勞歸主，曾老師與其他候選人透過學校師生選舉，競逐校長一職，並脫穎而出，於9月接任。2001年成為香港中文中學聯會秘書，2004年開始與培正教育中心合作，籌辦《飛騰…提昇英語動力》活動。為推動校內學生學習英語的經驗及營造學習英語的環境，曾校長在培道推出「跨科學英語」課程，在各科滲入英語學習元素，從而提升學生的英語能力。曾女士於2000-2015年期間擔任香港培道中學校長，2015年退休。。

## 外部連結
- 星島日報：英中85%學生達標死綫「有得傾」[永久]
- 大公報：港首屆母語教學高考成績理想[永久]
- 曾綺年語教師：注重心理調適 （页面存档备份，存于）